# Bruno Foucart

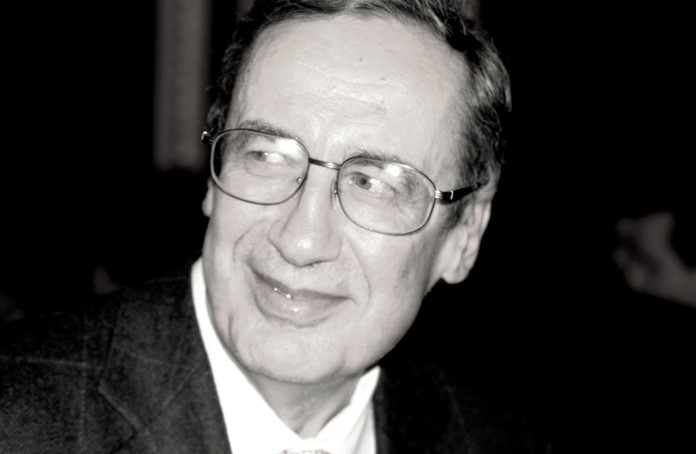
Bruno Foucart, im Jahre 2008.

Bruno Foucart (geboren am 4. August 1938 in Cambrai; gestorben am 5. Januar 2018 in Courbevoie) war ein französischer Kunsthistoriker. Durch seine Veröffentlichungen, seine Lehrtätigkeit und seine verschiedenen Verantwortlichkeiten ist er eine wesentliche Figur in der Erforschung der Kunst und Architektur des 19. Jahrhunderts und der ersten Hälfte des 20. Jahrhunderts.

## Leben

### Akademische Laufbahn
Bruno Foucart wurde am 4. August 1938 in Cambrai geboren und wuchs in Dijon auf, wo sein Vater, Jacques Foucart, zum Richter ernannt wurde. Nach dem Schulbesuch am Lycée Carnot trat er 1959 in die École Normale Supérieure in Paris ein. Er bestand 1963 die Agrégation (Staatsprüfung für das höhere Lehramt) im Fach Lettres classiques (klassische Sprachen und Literaturen) und trat 1965 in das CNRS ein, wo er für das Generalinventar des Kulturerbes arbeitete.

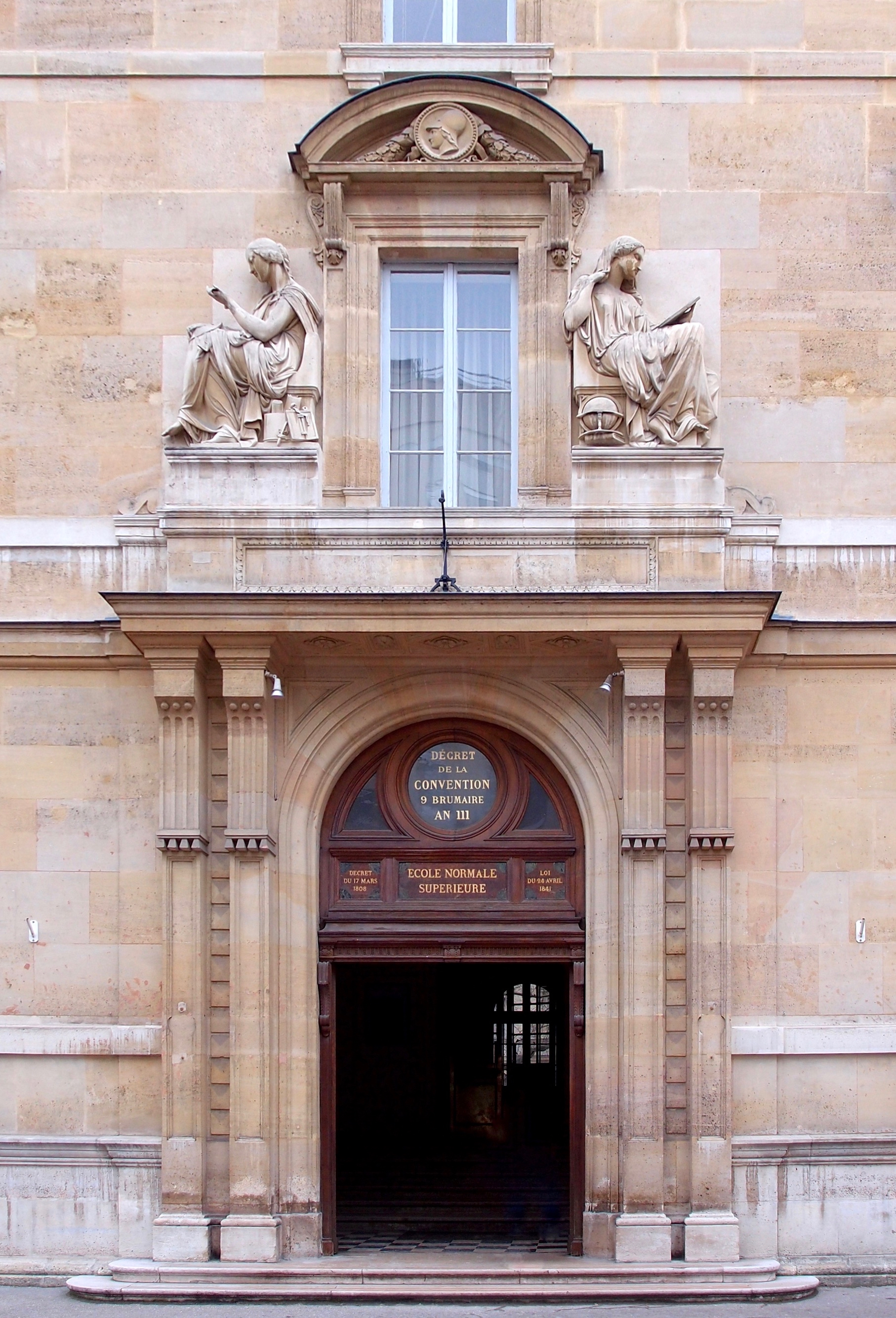
Die École normale supérieure (Paris).

Er studierte Kunstgeschichte an der Universität Paris X (Paris-Nanterre), wo er 1980 seine Doktorarbeit zum Thema Le renouveau de la peinture religieuse en France (Die Erneuerung der religiösen Malerei in Frankreich) verteidigte. Diese Studie, die nicht dem damaligen Zeitgeist entsprach, ist der erste Teil seiner Neubewertung des 19. Jahrhunderts.
Er war zunächst Assistent an der Sorbonne und lehrte anschließend an den Universitäten von Burgund, Paris-Nanterre und Paris IV (Paris-Sorbonne) sowie an der École nationale supérieure des beaux-arts und der École de Chaillot. Er begleitete etwa 150 Dissertationen und zahlreiche Masterstudiengänge und bildete mehrere Generationen von Kunsthistorikern und Kuratoren aus.

### Politische und administrative Verantwortlichkeiten

#### In den Ministerialkabinetten
Neben seiner Tätigkeit als Forscher und Lehrer war Bruno Foucart in verschiedenen Ministerien tätig, u. a. von Februar bis April 1974 im Kabinett des Kulturministers Alain Peyrefitte und von Juni 1974 bis August 1976 im Kabinett seines Nachfolgers Michel Guy. Er beteiligte sich 1973 an der Aufnahme ins Denkmalverzeichnis des Gare Orsay, der später zum gleichnamigen Museum wurde, sowie 1974–1975 an der Umwandlung des Hôtel Salé in das Musée Picasso.

#### Wissenschaftliche Einrichtungen und Gesellschaften
Ab 1973 und bis zu seinem Tod am 5. Januar 2018 war er Generalsekretär des Institut Napoléon. Gleichzeitig war er von 1977 bis 2004 auch Generalsekretär der Société de l’histoire de l’art français und trug dazu bei, deren Studienfeld auf die zweite Hälfte des 19. und das 20. Jahrhundert auszuweiten.
Von den 1990er bis zu den 2000er Jahren war er Direktor der UFR d’Art et Archéologie der Sorbonne Université. In dieser Zeit förderte er den Aufschwung der Abteilung für dekorative Kunst. Er war auch Direktor des CRHAAM (Centre de recherche sur l’histoire de l’art et l’architecture moderne), das seit 2004 zum Centre André-Chastel wurde. Im Jahr 2006 wurde er schließlich zum Präsidenten des Komitees für Kulturgüter im Kulturministerium ernannt.

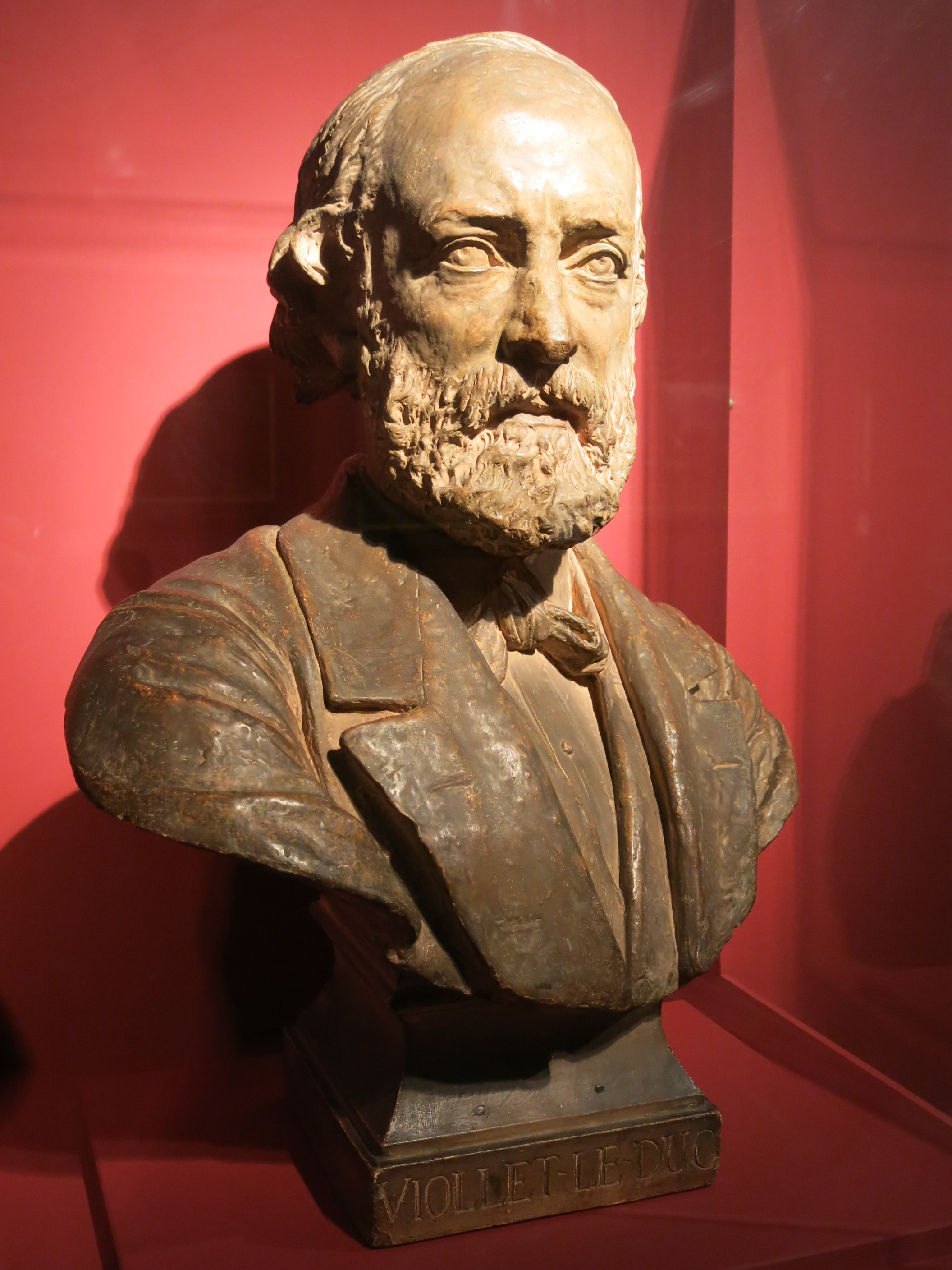
Büste von Eugène Viollet-le-Duc von Antoine Zoegger.

### Forschungsrichtungen
Dem 19. Jahrhundert sehr zugeneigt, spielte er auch eine wichtige Rolle beim Schutz seines baulichen Erbes – sei es sakraler oder säkulärer Natur –, insbesondere indem er mehrere Denkmäler als historische Monumente eintragen oder klassifizieren ließ. Er rehabilitierte auch das Werk des Architekten und Denkmalpflegers Eugène Viollet-le-Duc anlässlich der monografischen Ausstellung im Grand Palais im Jahr 1980.
Als ihm ab 1968 die wissenschaftliche Leitung der Bibliothèque Marmottan in Boulogne-Billancourt übertragen wurde, nutzte er seine neue Verantwortung, um zahlreiche Ausstellungen über Napoleon und das Kaiserreich zu organisieren, aber auch um das Interesse der Öffentlichkeit an der Art-déco-Architektur zu wecken, die in der Stadt stark vertreten war. Als Stadtrat von Boulogne, der für Kultur zuständig war, spielte er auch eine sehr wichtige Rolle bei der Gründung des Musée des Années Trente und setzte sich energisch für das Kulturerbe der ersten Hälfte des 20. Jahrhunderts ein.